# Ядай, Тамир
Тами́р Яда́й (ивр. תמיר ידעי‎; род. 16 декабря 1969) — израильский военный деятель, офицер Армии обороны Израиля в звании генерал-майор (алуф), нынешний заместитель начальника Генерального штаба Армии обороны Израиля (с 6 марта 2025 года).

## Биография
Ядай поступил на военную службу в 1988 году и служил в 51-го батальоне бригады «Голани», прошёл курсы подготовки бойцов, курсы командиров отделений и офицерские курсы. По окончании учёбы в Офицерской школе вернулся в 51-й батальон и был назначен командиром взвода, руководил им в ходе боевой деятельности на юге Ливана. Первый боевой опыт получил в ходе столкновения с боевиками «Хезболлы» в Вади-Музалем около деревни Рамья в Ливане в марте 1991 года, когда командир батальона Эрез Герштейн доверил ему провести бой несмотря на отсутствие у Ядая прежнего боевого опыта, а Ядай справился с задачей, убив в ходе операции со своим отрядом трёх боевиков. Затем служил заведующим оперативной частью (ивр. קמב"ץ‎) батальона. После этого был назначен командиром роты в 51-го батальоне, затем служил заместителем командира 12-го батальона бригады «Голани». После этого он был назначен командиром курса на учебной базе бригады, после чего служил командиром оперативного отдела (ивр. קצין אג"ם‎) бригады. После этого был назначен главой канцелярии заместителя Начальника Генштаба, исполнял эту должность в период, когда заместителями Начальника Генштаба были генерал-майор Матан Вильнаи и генерал-майор Шауль Мофаз. По окончании должности вышел на учёбу в Колледже полевого и штабного командного состава.
1 марта 1998 года получил звание подполковника (сган-алуф) и был назначен командиром 13-го батальона]] бригады «Голани», на этой должности руководил отрядом по преследованию террористов из организации ХАМАС в районе Хеврона, был ранен в бою, в результате ранения в 1999 году прекратил службу в должности командира батальона. После выздоровления от ранения в 2000 году был назначен командиром подразделения Эгоз и руководил им в боевых действиях, в том числе, в операции «Защитная стена», в том числе при действиях в Рамалле. В этой должности служил до 2002 года.
3 июня 2002 года произведён в звания полковника (алам) и назначен командиром бригады Барам, и служил в этой должности до 2004 года. На протяжении 2004—2005 годов он также учился в Колледже национальной безопасности. 4 сентября 2005 года был назначен командиром бригады «Голани», и командовал бригадой, в том числе, во время Второй Ливанской войны, в том числе во время битвы при Бинт-Джубайле, в которой бойцы бригады ликвидировали около сорока террористов «Хезболлы», а в конце боя руководил спасением тел восьми погибших из 51-го батальона. После войны он решил возобновить «марш Голани» из Хермона в Эйлат, чтобы восстановить боевой дух и укрепить солдат, и это после нескольких лет перерыва из-за бюджетных и оперативных ограничений. На этой должности работал до 27 августа 2008 года. После двадцати лет службы в бригаде Голани он ушёл на год учёбы.
1 июля 2009 года был повышен в звании до бригадного генерала (тааль) и назначен командующим дивизии Эдом. В этой должности руководил операцией отражения нападения на Израиль террористов, которые проникли через Синай, убив 6 мирных жителей, полицейского и солдата и ранив ещё около 30 мирных жителей, и руководил действиями на местах, приведшими к ликвидации террористов 7 сентября 2011 года. После этого он служил начальником учебной базы в Оперативном управлении Генерального штаба Армии обороны Израиля в период с 2011 по 2013 год. 4 апреля 2013 года назначен командиром дивизии Иудеи и Самарии, и командовал ею, в том числе, в операции «Шуву Ахим», в которой служил до 5 августа 2015 года. По окончании службы в этой должности пошёл на дополнительную учёбу. После учёбы он был назначен командиром Учебного центра Генерального Штаба, участвовал в создании Школы командования, управления и оперативного штаба, которая впоследствии была названа Учебно-тренировочным командованием.
2 февраля 2017 года ему было присвоено звание генерал-майора, а 5 февраля он вступил в должность командующего тылом и служил в этой должности, среди прочего, во время вспышки коронавируса в Израиле. Он занимал эту должность до 19 мая 2020 года. 14 июля 2020 года назначен командующим Центральным военным округом, и эту должность он занимал до 11 августа 2021 года. 12 октября 2021 года назначен командующим сухопутными войсками. 11 декабря 2024 года передал управление Командованием сухопутных войск генерал-майору Надаву Лотану.
22 января 2025 года, после заявления Начальника Генштаба Армии обороны Израиля, генерал-лейтенанта Херци Ха-Леви, о намерении выйти в отставку в начале марта 2025 года, министр обороны Израиля Исраэль Кац объявил, что Ядай вошёл в список из трёх кандидатов сменить Ха-Леви на посту Начальника Генштаба (другими кандидатами на пост стали генерал-майор запаса Эяль Замир и генерал-майор Амир Барам), однако 1 февраля 2025 года было опубликовано решение премьер-министра Израиля Биньямина Нетаньяху и министра обороны Каца предпочесть кандидатуру Замира на пост.
6 марта 2025 года Ядай вступил на должность заместителя Начальника Генштаба Армии обороны Израиля, сменив на посту генерал-майора Амира Барама.

## Личная жизнь
Ядай проживает в городе Кфар-Сабе, женат на Ифат и у него есть трое детей. Имеет степень бакалавра политических наук и ближневосточных исследований Еврейского университета в Иерусалиме, степень магистра национальной безопасности Колледжа национальной безопасности и дополнительную степень магистра делового администрирования Академического центра Переса.

## Галерея
- Ядай (справа) с Эхудом Бараком, Бени Ганцем и Талем Руссо
- Командир дивизии Ха-Эш Ярон Финкельман (в центре) объясняет Ядаю (справа) и начальнику штаба Авиву Кохави (слева) об операции бригады по раздаче продовольствия в Бней-Браке во время вспышки коронавируса в Израиле, 2020 год
- Уходящий командующий тылом Тамир Ядай на церемонии передачи должности, 2020 год